# Bufotenina
La bufotenina (N-dimetil-5-hidroxitriptamina) es un alcaloide con efectos alucinógenos, derivado de la serotonina, por dimetilación de su grupo amina. Se encuentra en las glándulas en determinados sapos de los géneros Incilius como Incilius alvarius y Rhinella como Rhinella marina. Además se encuentra en al menos dos especies del género Anadenanthera, árbol que crece en el noroeste de Argentina, Bolivia, Brasil, Colombia, norte de Chile, Ecuador, Haití, Paraguay, Perú, República Dominicana, Trinidad y Tobago y Venezuela.
Es un potente alucinógeno, que actúa por vía inhalatoria o digestiva sobre receptores específicos de la corteza cerebral.

## Acción farmacológica
La bufotenina es químicamente similar a la serotonina (molécula química que lleva mensajes de las células nerviosas al cerebro). Su efecto psicoactivo consiste de alucinaciones visuales, un juego de colores luces y formas. Se ha encontrado bufotenina en la sangre y la orina de personas sanas, de lo que se deduce que el cuerpo humano puede producir bufotenina. Es probable que la bufotenina se forme a partir de la serotonina, por una dimetilación de su función amina.

## Mecanismo de acción
La bufotenina causa muchos cambios fisiológicos y conductuales. Estimula el ritmo y la fuerza de la contracción cardíaca siendo un estimulante fuerte de tensión cardiaca. Los datos sugieren un mecanismo dual de acción estimulante de bufotenina sobre los nervios cardíacos simpáticos del corazón de conejo que implica la activación de los receptores sensibles a la 5-HT y receptores de la nicotina.

## Presentación y formas de consumo
La bufotenina está presente tanto en secreciones animales —como las de algunos sapos de los géneros Incilius y Rhinella— como en varias especies vegetales, especialmente del género Anadenanthera. Entre estas últimas destaca Anadenanthera peregrina, cuyas semillas contienen niveles significativos del alcaloide y son empleadas en preparaciones rituales tradicionales como el yopo o la vilca.
En contextos modernos, se ha experimentado con la administración de bufotenina de forma aislada o sintética, por vía intravenosa, fumada o inhalada, aunque estas prácticas no guardan relación con los usos tradicionales. La dosificación en estos casos varía entre 8 mg y 16 mg por vía inhalada, aunque los efectos fluctúan ampliamente en función del entorno, la preparación y el estado psicológico del usuario.
Desde la perspectiva etnobotánica, el uso de semillas de Anadenanthera en forma de medicina visionaria ha sido documentado ampliamente en el continente sudamericano, siendo una práctica ancestral que involucra complejos marcos cosmológicos y rituales.
Estudios recientes han mostrado interés en los efectos terapéuticos de la bufotenina y otros compuestos triptamínicos, especialmente en su posible utilidad en contextos de medicina emocional o ritualizada.